# Marianella Castellanos
Marianella Castellanos (Acarigua, Venezuela, 15 de abril de 1984) es una jugadora de sóftbol venezolana. Compitió para Venezuela en los Juegos Olímpicos de Pekín 2008.